# Movsas Feigins
Movsas Feigins (Daugavpils, 28 de febrero de 1908-Buenos Aires, 11 de agosto de 1950), también conocido como Movša Feigin, fue un ajedrecista argentino de origen judeo-letón.
Movsas Feigins nació en Dvinsk, en aquel entonces bajo dominio del Imperio ruso, y en la actualidad denominada Daugavpils, en Letonia.
En septiembre de 1939, cuando estalló la Segunda Guerra Mundial, Feigins, junto con muchos otros participantes de la VIII Olimpiada de Ajedrez, decidieron quedarse en Argentina permanentemente.
Feigins falleció el 11 de agosto de 1950 en Buenos Aires.